# Jerry Pentland
Pour les articles homonymes, voir Pentland.
Alexandre Auguste Norman Dudley "Jerry" Pentland, MC, DFC, AFC (5 août 1894, Maitland, Nouvelle-Galles du Sud – 3 novembre 1983) est un as de l'aviation Australien de la Première Guerre mondiale.
En 1915, il intègre la cavalerie légère du corps expéditionnaire australien et prend part à la bataille des Dardanelles. En 1916, il intègre le Royal Flying Corps et obtient le grade de capitaine. Crédité de vingt-trois victoires aériennes au cours du conflit, Pentland est le cinquième meilleur aviateur de l'armée australienne, derrière Robert Little, Stan Dallas, Harry Cobby et Roy Kingi.
Il reçoit la Croix Militaire, en janvier 1918, pour « sa bravoure et de dévouement » lors d'une mission d'attaque, réalisée en août 1917, d'un aérodrome derrière les lignes allemandes. En août de la même année, il reçoit la Distinguished Flying Cross pour son combat en solo contre quatre avions allemands.
Pentland poursuit sa carrière militaire dans la Royal Australian Air Force (RAAF), puis dans la Royal Air Force, avant de se lancer dans les affaires en 1927. Ses sociétés couvrent de nombreux secteurs : des vols commerciaux vers les mines d'or de Nouvelle-Guinée, la conception et la fabrication d'avions, des cours de pilotage et de l'affrètement de marchandises. Au début des années 1930, il devient pilote de l'Australian National Airways, puis se lance dans la production laitière.
Peu après le déclenchement de la Seconde Guerre mondiale, Jerry Pentland réintègre la RAAF avec le grade de chef d'escadron. Il devient alors l'un des plus anciens pilotes opérationnels en temps de guerre de la RAAF. Il dirige des unités de sauvetage et de communication dans le secteur du Sud-Ouest du Pacifique chargées de sauver les aviateurs, soldats et civils. Il est décoré de la Air Force Cross pour « son courage, son initiative et sa compétence ».
Après la guerre, il reprend ses différentes activités commerciales en Nouvelle-Guinée et se lance dans la plantation de café. Il prend sa retraite en 1959 et décède en 1983 à l'âge de 89 ans.

## Jeunesse
Alexandre Auguste Norman Dudley Pentland né à Maitland en Nouvelle-Galles du Sud, le 5 août 1894,. Son père Alexander est d'origine irlandaise et sa mère, Annie Norma (née Farquhar), d'origine écossaise.
Il est scolarisé à la King's School de Sydney puis à la Brighton Grammar School (en) de Melbourne. Il se forme à l'élevage laitier au Collège Agricole de Hawkesbury (en) puis part en  apprentissage.
Pendant la Première Guerre mondiale, son père médecin intègre la Force Impériale Australienne (FIA) et devient major au corps médical de l'armée australienne (en).

## La Première Guerre mondiale
Le 5 mars 1915, Pentland est enrôlé comme soldat au 12e régiment de cavalerie Légère (en). Le 13 juin son unité est à bord du HMAT A29 Suevic et navigue en direction de l'Égypte. En août, elle est déployée à Gallipoli où Pentland combat comme mitrailleur avant d'être hospitalisé le mois suivant, souffrant de la fièvre typhoïde. Il est évacué vers l'Angleterre en décembre 1915,. Après sa convalescence, Pentland est déterminé à quitter les tranchées, il se porte volontaire pour intégrer le Royal Flying Corps (RFC). Il est alors radié de la FIA. Le 21 février 1916, il est engagé comme sous-lieutenant à titre temporaire au sein du RFC.
Après deux heures de formation en double commande, son premier vol en solo dans un Maurice Farman Longhorn à Brooklands se finit par un dépassement de piste à l'atterrissage puis dans une station d'épuration. Pentland n'est pas blessé et entreprend immédiatement une seconde tentative d'atterrissage en solo, avec succès. C'est à Brooklands qu'il a d'abord été surnommé "Jerry".
Après avoir terminé sa formation de pilote, Pentland est affecté en juin 1916, en France, au 16e Escadron comme pilote de B. E. 2s. Bien que cet avion soit lent et vulnérable et considéré par ses équipages comme de la nourriture à Fokker, Pentland et son observateur parviennent rapidement à obtenir une première victoire aérienne en abattant un Eindecker allemand sur Habourdin le 9 juin. Il est ensuite affecté au 29e Escadron dont les avions sont remplacés par des DH.2 à hélice propulsive, il se fracture la jambe en jouant au rugby. Après la récupération, il devient pilote instructeur à London Colney jusqu'en juin 1917. Pentland est ensuite muté au 19e escadron composé de SPAD S.VII. Cet avion est son préféré en raison de sa puissance et de sa vitesse et malgré son instabilité à basse vitesse.

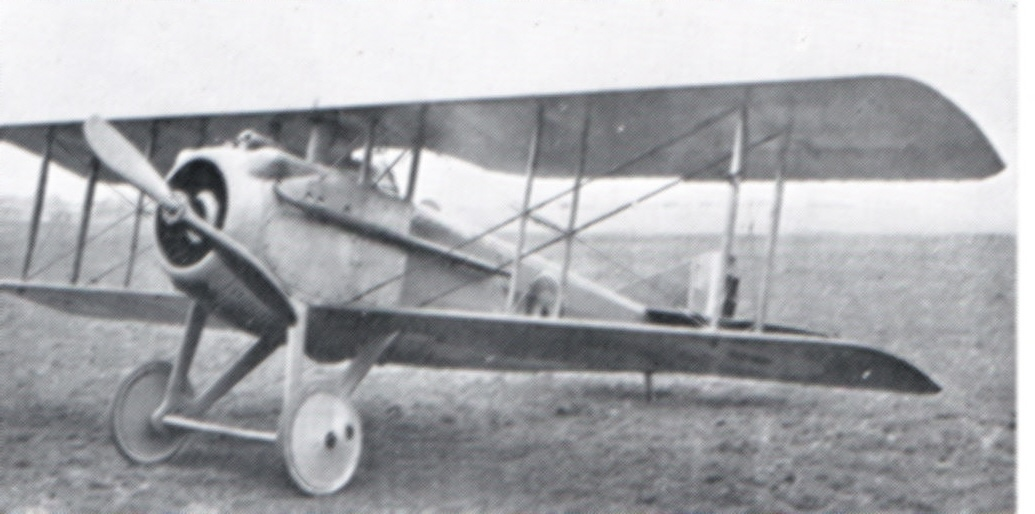
SPAD S. VII de la Royal Flying Corps

Le 20 juillet 1917, peu après son arrivée dans sa nouvelle unité en France, Pentland obtient sa première victoire avec le SPAD S.VII qu'il partage pour la destruction d'un Albatros biplace. Le 12 août, il obtient sa première victoire en solo. Quatre jours plus tard, il immobilise un convoi de camions allemand en endommageant, par des tirs de mitrailleuses, le véhicule de tête. Il aurait ensuite engagé en solitaire dix chasseurs Albatros ; lorsqu'il réussit à les disperser, quatre balles avaient pénétré sa combinaison de vol en son cuir sans le blesser, en revanche son avion était criblé de balles et à être mis au rebut à son retour à la base. Le 26 août, Pentland mène un raid sur l'aérodrome de Marcke, base de la Jasta 11 commandée par Manfred von Richthofen. À l'aller, il participe à la destruction d'un DFW C.V, puis il réussit un mitraillage de la base par surprise de l'aérodrome. Sur le chemin du retour, il mitraille un train allemand jusqu'à l'enrayement de ses armes. Une fois débloquées, il engage deux avions de reconnaissance allemands. Son rôle dans le raid lui a valu la Croix de guerre, promulguée dans La London Gazette en date du 9 janvier 1918 :
« For conspicuous gallantry and devotion to duty. On a recent occasion he flew to an aerodrome fifteen miles behind the enemy lines, descended to within twenty feet of the ground, and fired into eight hostile machines. On his return journey he attacked a train with considerable effect from a low altitude. He has in addition brought down several enemy machines, and has always set a splendid example of fearlessness and devotion to duty in attacking enemy balloons and troops on the ground. »

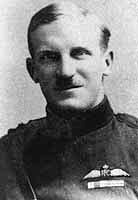
Le capitaine Pentland, c. 1918

Pentland est crédité d'une victoire de plus au cours du mois d'août 1917 et quatre autres le mois suivant pour atteindre  10 avions abattus. Le 26 septembre, il est blessé par un tir d'obus anti-aérien sur son SPAD, le contraignant à un atterrissage d'urgence. Après son rétablissement, il est de nouveau instructeur.
En avril 1918, il intègre avec le grade de capitaine le 87e Escadron équipé de Sopwith Dolphin et transféré en France. Dans le même temps le RFC devient la Royal Air Force (RAF). Au sein du 87e Escadron, Pentland abat 3 avions supplémentaires, son palmarès est alors de treize victoires homologuées, ses tactiques de combat agressives le font surnommer le « Sauvage de l'Australie » par ses collègues. Nommé commandant de l'escadrille « B », il continue à agir comme un « loup solitaire », cherchant activement les combats aériens avec des avions allemands lors de sorties solitaires. Le 18 juin, il est seul en patrouille lorsqu'il engage un vol de quatre Rumpler, avions allemands de reconnaissance de haute altitude, il abat le leader de la formation et contraint les trois autres à un atterrissage forcé. Cette action lui vaut la Distinguished Flying Cross, rapporté par la gazette du 3 août :
« A gallant flight commander, who in the last three months has destroyed two enemy machines and driven down four out of control. Recently, whilst on special patrol, he, single-handed, attacked four enemy aeroplanes; having driven down one out of control, he engaged the leader, damaged his engine, and compelled him to glide to his lines. One of the remaining machines followed the leader, but he attacked the other and drove it down in a steep dive. »
Le 25 août, Pentland attaque et détruit deux avions allemands, un biplace DFW et un Fokker D. VII, avant d'être lui-même abattu et blessé au pied. Ce sont ses dernières victoires ; son palmarès est alors de vingt-trois victoires homologuées dont onze avions détruits, dont l'un a été partagé, et douze probables dont trois partagées. Ce palmarès, le classe cinquième parmi les as australiens de la Première Guerre mondiale, après Robert Little, Stan Dallas, Harry Cobby et Roy Kingi.

## Entre-deux-guerres
À la fin de la guerre, Pentland quitte la RAF et retourne en Australie, il gagne sa vie en pilotant un Avro 504K pour des vols touristiques. En août 1921, pour s'assurer des revenus réguliers, il rejoint la récente de la Royal Australian Air Force (RAAF) après une rencontre avec le Commandant de l'Escadre Stanley Goble qu'il avait connu dans la RAF pendant a guerre. Avec le rang de Flight lieutenant, Pentland est responsable à Point Cook dans l'État de Victoria, des chasseurs S. E. 5 offerts par la Grande-Bretagne. Aux débuts de la RAAF, l'ambiance est similaire à celle d'un club d'aviation ou tout le monde se connait, des tensions se sont produites entre les pilotes ayant servi au sein des forces britanniques et ceux ayant appartenu à l'Australian Flying Corps (AFC) au sujet des promotions. Les pilotes issus des troupes britanniques considéraient être victimes de discrimination pour les attributions de postes de direction. Un jour, Pentland et Hippolyte De La Rue, un collègue ex-membre de la RAF y jette un pilote issu de l'AFC jugé arrogant dans la cheminée du mess.
Considérant que sa carrière n'évoluait pas correctement à la RAAF, Pentland demande une mise en disponibilité pour suivre une formation d'officier de vol à la RAF. Cette demande est acceptée le 23 avril 1923,. Il se rend en Grande-Bretagne avec sa nouvelle femme Madge (née Moffat), avec qui il se marie le 20 mars, juste avant le départ de l'Australie ; ils auront une fille, Carleen, l'année suivante. Pentland termine les cours à la Central Flying School d'Upavon, il devient instructeur et obtient la promotion de flight lieutenant. Il quitte la RAF le 20 juillet 1926 et retourne en Australie,.

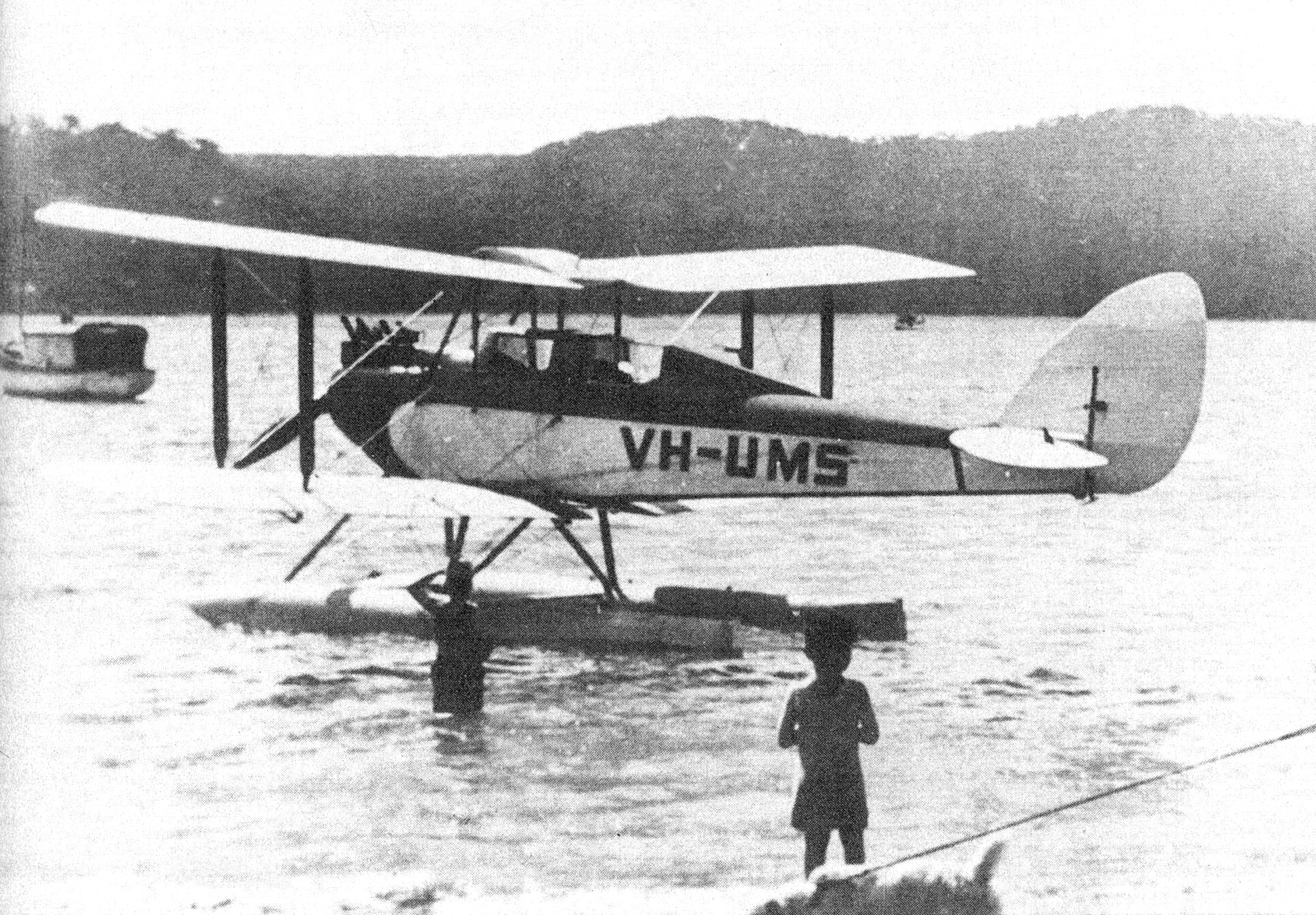
L'un des DH.60 Papillons exploités par Jerry Pentland entre-deux-guerres, c. 1929

En 1927, Pentland crée avec l'entrepreneur Albert Royal la Mandated Territory Airways pour transporter des marchandises vers et depuis les champs aurifères de Nouvelle-Guinée. Le binôme achète un biplan DH.60 Moth que Pentland transporte jusqu'à la base de la société à Lae en février 1928. L'entreprise prospère rapidement avec l'achat d'un second appareil et l'embauche de pilotes. Malheureusement à la fin de l'année 1928, Pentland est atteint par le paludisme et doit abandonner l'entreprise. Il vend l'un des avions à la Guinée Airways et retourne en Australie avec l'autre.
Après une période de convalescence jusqu'au début de l'année 1929, il se lance dans une série de nouvelles entreprises : d'aéronautique, de cours de pilotage et de rédaction de contrats de travail. En février 1929, il crée avec Albert Royal et un autre investisseur la General Aircraft Company pour produire un avion de conception australienne, le Genairco. Huit exemplaires seront finalement vendus. Avec le DH.60 Moth de la Mandated Territory Airways il crée une école de pilotage, la Pentland's Flying School à Mascot en Nouvelle-Galles du Sud. Il pilote un DH.60 Moth appartenant au journal The Sun et effectue des vols commerciaux.
En septembre aux commandes de l'avion du Sun, il participe à la Western Autralian Centenary Air Race (en), une course aérienne traversant l'Australie d'Est en Ouest de Sydney à Perth, célébrant le centenaire de l'Australie. L'événement a attiré plusieurs vétérans aviateurs de la Première Guerre mondiale, comme Horrie Miller —le vainqueur d'un prix de 1 000 £ — et Charles Eaton que Pentland bat sur le fil pour la cinquième place,.
Des problèmes de direction conduisent Pentland à céder ses entreprises. En 1930, il est embauché comme pilote à l'Australian National Airways (ANA), une nouvelle compagnie aérienne fondée par Charles Kingsford Smith et Charles Ulm. En 1932, l'ANA est en difficulté et Pentland achète une ferme à Singleton et devient producteur laitier. Après deux années de sécheresse, Pentland est contraint de vendre ses terres et il retourne gagner sa vie comme pilote et instructeur dans les aéro-clubs du Queensland et de Nouvelle-Galles du Sud. Fin 1937, il est nouveau pilote de transport en Nouvelle-Guinée, où il était connu comme un joyeux luron qui se plaisait à tenir une carte en face à son visage simulant la myopie et demandant à ses passagers de trouver un terrain d'atterrissage n'importe où. Il retourne en Australie à de la déclaration de guerre en septembre 1939.

## La seconde Guerre mondiale

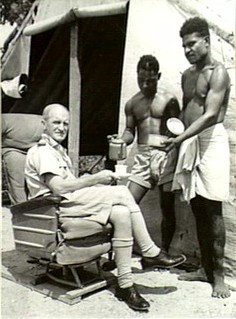
Le Chef d'escadron Pentland en Nouvelle-Guinée, en août 1943

Après avoir offert ses services au gouvernement Australien à son retour de Nouvelle-Guinée, Pentland rejoint la RAAF le 17 juin 1940. Il suit les cours d'instructeur de vol à la Central Flying School à Camden en Nouvelle-Galles du Sud. Il est ensuite affecté, comme instructeur, aux écoles de pilotage élémentaire de l'Est de l'Australie notamment Brisbane, Tamworth, Temora, Bundaberg et Lowood. Lorsqu'un jeune pilote dans une école l'appelle « Pop », Pentland lui répondu devant le public, « désolé fils, mais je ne me souviens pas d'avoir dormi avec votre mère ». Il est promu flight lieutenant en octobre 1941 et rejoint l'Escadrille de Communication n°1 en juin 1942. Basée successivement sur la base militaire de Laverton à Victoria puis à Essendon, l'escadrille est employée dans la coopération et la communication entre l'armée et la marine, son raton d'action s'étend jusque dans le Territoire du Nord et la Nouvelle-Guinée.
Promu chef d'escadron, en novembre 1942 Pentland est affecté à Port Moresby, en Nouvelle-Guinée, comme commandant du 1er Escadron de Sauvetage et de Communication, connu aussi sous le nom de « Pentland's Flying Circus »,. L'histoire officielle de l'Australie dans la guerre décrit cette unité comme l'unité la plus insolite des unités opérationnelles de la RAAF, affirmant que son "étrange assortiment d'avions légers était aussi varié et approprié à sa tâche, que le record de vol de son commandant...". L'escadron de sauvetage est composé de de Havilland Tiger Moth, DH.84 Dragon, Fox Moth, Dragon Rapide, et Avro Anson. Probablement le plus vieux pilote opérationnel de la RAAF, Pentland est responsable du sauvetage des aviateurs américains abattus et de l'évacuation de civils et de soldats. Il fait réaliser des relevés aériens autour de Daru et de Milne Bay et développe de nouvelles bases et des aérodromes de secours à Bena Bena, Abau, Kulpi, et Port Moresby.
De retour en Australie en juin 1943 après avoir quitté le commandement de l'Escadron Sauvetage et de Communication n°1, Pentland reçoit une formation sur le radar et participe à la mise en place du réseau d'alerte rapide de la RAAF dans le Nord de l'Australie. Il retourne en Nouvelle-Guinée, en mars 1944, en tant que chef du 8e Escadron de Communication basée sur l'ïle de Goodenough, formée en novembre 1943 à partir de l'ancienne unité de Pentland. L'unité est formé de Tiger Moth, Supermarine Walrus, Consolidated PBY Catalina, Dornier Do 24, Bristol Beaufort, CAC Boomerang, Bristol Beaufighter, et Vultee Vengeance. L'unité effectue des sorties de reconnaissance et de bombardement en Nouvelle-Bretagne et au nord-est de la Nouvelle-Guinée ainsi que des missions de sauvetage et de recherches. En juillet 1945, Pentland est muté à Mascot comme chef du 3e Escadron de Communication, jusqu'en septembre. Ses réalisations en Nouvelle-Guinée lui valent la Force Aérienne de la Croix, la citation publiée le 22 février 1946 et de conclure :
« Squadron Leader PENTLAND has, at all times, displayed outstanding courage, initiative and skill, and these qualities, together with his excellent knowledge of New Guinea and its climatic conditions, have made his services invaluable, not only to the R.A.A.F., but to the U.S. Army Air Forces and the New Guinea Forces as well. »

## Retour à la vie civile
Avec la fin des hostilités dans le Pacifique, Pentland est démobilisé le 2 novembre 1945. Il rachète des surplus de matériel militaire en Nouvelle-Guinée et s'établit comme commerçant à Finschhafen, plus tard il étend son activité à Lae et à Wau. En 1948, il devient planteur de café dans le Gorok, et également recruteur de main d’œuvre pour les industries de la côte. Comme planteur, il contribue au développement de la région en construisant un réseau d'eau. Du fait de ses engagements professionnels en Nouvelle-Guinée, il ne reçut sa décoration Air Force Cross qu'en 1950. En 1959, il vend ses intérêts dans le Gorok et profite de la retraite avec Madge dans leur maison au bord de mer à Bayview en Nouvelle-Galles du Sud. Madge Pentland meurt en 1982, Jerry dix-huit mois plus tard, le 3 novembre 1983, au War Veterans Home de Collaroy. Il est incinéré le 7 novembre.